# Luc Kempeneers
Luc Kempeneers is een Belgisch voormalig thaibokser.

## Levensloop
In februari 2000 werd hij wereldkampioen thaiboksen. Hij werd getraind door Daniëlla Somers.